# Hamilton Airport (flygplats i Kanada)
Hamilton Airport är en flygplats i Kanada. Den ligger i den sydöstra delen av landet, 400 km sydväst om huvudstaden Ottawa. Hamilton Airport ligger 237 meter över havet.
Terrängen runt Hamilton Airport är huvudsakligen platt, men norrut är den kuperad. Runt Hamilton Airport är det ganska tätbefolkat, med 58 invånare per kvadratkilometer.. Närmaste större samhälle är Hamilton, 10,9 km nordost om Hamilton Airport.
Omgivningarna runt Hamilton Airport är en mosaik av jordbruksmark och naturlig växtlighet.